# Klaus Linder
Klaus Linder (* 29. Mai 1926 in Zürich; † 19. August 2009 in Basel) war ein Schweizer Pianist.

## Leben
Linder absolvierte 1945 seine Matura (Typus A) am Humanistischen Gymnasium Basel. Von 1946 bis 1952 studierte er Klavier bei Paul Baumgartner am Basler Konservatorium. Von 1948 bis 1986 war er Lehrer an der Musik-Akademie der Stadt Basel. In der Zeit von 1969 bis 1974 war er als Nachfolger von Paul Sacher Direktor der Institution. Zu seinen Schülern gehörten Wolfram Lorenzen, Daniel Weissberg und Marianne Schroeder.